# علم سوريا
علم سوريا هو العلم الوطني الرسمي للجمهورية العربية السورية، اعتمد رسمياً في المادة السادسة من الإعلان الدستوري السوري الذي أُقرّ بعد نجاح الثورة السورية في إنهاء حكم نظام بشار الأسد. يُعرف هذا العلم باسم علم الاستقلال، ويُنظر إليه على نطاق واسع كرمز للحرية والوحدة الوطنية. يتكوّن العلم من ثلاثة أشرطة أفقية بالألوان: الأخضر في الأعلى، فالأبيض، ثم الأسود في الأسفل، وتتوسط الشريط الأبيض ثلاث نجمات خماسية حمراء. يعود أصل هذا العلم الى وضعه في دستور عام 1928  ورفع لاول مرة في عام 1932. واعتمد لأول مرة علماً رسمياً في عهد الجمهورية السورية الأولى بعد الاستقلال عن الانتداب الفرنسي في 17 أبريل عام 1946 واستخدم حتى عام 1958 عند الوحدة مع مصر، ثم استُخدم مجددًا بعد فترة الانفصال للفترة (1961–1963). وقد تبنّته قوى الثورة والمعارضة السورية منذ عام 2011 نتيجة للثورة السورية ليصبح لاحقًا علم الدولة السورية الجديدة بموجب الدستور الانتقالي، بعد استبعاد العلم ذي اللون الأحمر والأبيض والأسود الذي استخدمته سوريا إبان حكم حزب البعث بقيادة بشار الأسد ووالده، والذي اقتبس من علم الجمهورية العربية المتحدة . 

## تاريخ أعلام سوريا

### الدولة العثمانية

علم الدولة العثمانية منذ العام 1844

ضمت الدولة العثمانية سوريا إلى سلطانها عقب معركة مرج دابق في عام 1516 التي فتحت الطريق لسيطرة العثمانيين على بلاد الشام وقد استخدم علم الدولة العثمانية منذ العام 1844 حتى تقدم قوات الثورة العربية وانسحاب الحامية العثمانية من دمشق في 30 أيلول من عام 1918.

### الثورة العربية 1918

علم الثورة العربية الذي يعتبر أول علم رفع في دمشق بعد إنزال العلم العثماني

في خضم الثورة العربية التي كانت تواصل تقدمها إلى دمشق رفع الأمير سعيد الجزائري علم الثورة العربية اذ كان الأمير قد كلف بإقامة حكومة مؤقتة في البلاد ريثما تصل جيوش الأمير فيصل إلى البلاد.
رفع العلم في 27 أيلول 1918 أي قبل انسحاب الحامية التركية من دمشق بثلاثة أيام على الرغم من عدم إنزال العلم العثماني حتى 30 أيلول من العام ذاته واستمر رفع العلم حتى 8 آذار 1920 وهو اليوم الذي قد أعلن فيه استقلال البلاد عن الدولة العثمانية رسمياً.

### المملكة العربية السورية 1920

علم المملكة الذي رفع في 8 آذار 1920 مع إعلان قيام المملكة العربية السورية

بقي علم الثورة العربية مرفوعاً في دمشق حتى الثامن من آذار وهو اليوم الذي أعلن فيه الاستقلال عن الدولة العثمانية حيث أقيم حفل في ساحة المرجة حيث دار البلدية وكانت الساحة قد زينت قبل وصول الأمير فيصل وعند وصول الأخير قام المحتشدون بالهتاف لسوريا المستقلة.
و قام محمد عزة دروزة والذي كان أمين سر المؤتمر بإعلان قرار المؤتمر الذي نصّ على الاستقلال وإعلان قيام المملكة والتتويج ثم تلاه بيان غريغوريوس حداد بطريرك الروم الأرثوذكس، باسم الطوائف المسيحية واليهودية، وبعد الكلمة تم رفع العلم الجديد وأطلقت المدفعية مئة طلقة وطلقة.
لم يختلف علم المملكة المستقلة عن علم الثورة العربية إلا بالنجمة السباعية البيضاء التي أضيفت إلى المثلث الأحمر. إلا أن العلم لم يدم طويلاً اذ ألغته السلطات الفرنسية التي احتلت البلاد عقب معركة ميسلون والتي كانت مقدمة لضم البلاد للإمبراطورية الاستعمارية الفرنسية لما يزيد عن 12 عاماً. علماً أن وجود القوات الفرنسية على الأراضي السورية دام لحوالي 25 عاماً.

### الانتداب الفرنسي

علم الانتداب الفرنسي على سوريا ولبنان حتى 1 سبتمبر 1920

انتهى علم المملكة العربية السورية إلى غير عودة مع دخول طلائع قوات غورو إلى البلاد في 24 تموز 1920 بعد انتصار الأخير في معركة ميسلون، حيث ألغي العلم وأعلن عن العلم الجديد الذي كان لونه أزرق وفي منتصفه هلال أبيض وفي زاويته العليا علم فرنسي مصغر.

#### التقسيم
بعد دخول الفرنسيين إلى البلاد أصدروا عددًا من المراسيم التي عرفت فيما بعد بمراسيم التقسيم وقد صدرت هذه المراسيم عن قائد جيوش فرنسا في الشرق هنري غورو في الفترة ما بين آب1920 وآذار 1921، والتي أمرت بتقسيم البلاد بحجة عدم انسجام المكونات الشعبية بحسب المفوض السامي هنري غورو، الذي دافع عن فكرة التقسيم في الجمعية الوطنية الفرنسية بعبارة «هذه المكونات غير متمازجة مع بعضها البعض» في إشارة إلى التعدد الطائفي والعرقي في البلاد آنذاك، إلا أن هذه المراسيم لقيت مقاومة شعبية من قبل الشارع آنذاك، بسبب غلبة الصبغة الطائفية على مشروع التقسيم.
و قد تم تقسيم البلاد إلى عدة دول:

علم دولة دمشق
علم دولة حلب
علم دولة جبل العلويين
علم دولة جبل الدروز
علم دولة لبنان الكبير
علم دولة حطاي

### علم الاستقلال

#### الانتداب الفرنسي والاستقلال (1932-1958)، (1961-1963)

علم الجمهورية السورية كما أوضحه دستور الإستقلال عام 1930

جاء دستور عام 1928 والذي تولت وضعه لجنة برلمانية عرفت بالجمعية التأسيسية برئاسة الزعيم الوطني إبراهيم هنانو، ليحدد أوصاف علم الجمهورية السورية الأولى في المادة الرابعة  التي نشأت تحت الانتداب الفرنسي على سوريا. أقرت الجمعية التأسيسية الدستور الجديد المكون من 115 مادة، إلا أن المفوض السامي الفرنسي هنري بونسو رفضه بحجة مخالفته لصك الانتداب وحقوق الدولة المنتدبة. كما حل الجمعية التأسيسية في يوم 5 فبراير عام 1929، إلا أن الاضطرابات التي شهدتها البلاد فيما بعد والتي بلغت أوجها في يوم 11 فبراير عام 1929 في مدينة حلب، والتي شارك بها طلاب المدارس. استمرت حتى 14 مايو عام 1930 حيث أقر المفوض السامي الفرنسي هنري بونسو الدستور بعد أن أضاف إليه بعض التغييرات فاصدر بذلك دستور 1930. 
. وكان التغيير في الدستور هو إضافة المادة 116 والتي نصت على التالي
| علم سوريا                                                                                                 | طي المواد التي تتعارض مع صك الانتداب حتى زواله | علم سوريا |
| — المادة 116 من دستور سوريا عام 1930، سورية والانتداب الفرنسي، يوسف الحكيم، دار النهار، بيروت 1983، ص.217 |                                                |           |

أصدر المندوب السامي الفرنسي هنري بونسو المرسوم 3111 والذي نص بموجبه على صياغة سورية لـ«دستور الجمهورية السورية»، حيث صدر الدستور فيما بعد والذي أشار إلى أوصاف العلم في المادة الرابعة من الباب الأول على الشكل التالي:
| علم سوريا                                                                                                   | يكون العلم السوري على الشكل الآتي: طوله ضعف عرضه، ويقسم إلى ثلاثة ألوان متساوية متوازية، أعلاها الأخضر فالأبيض فالأسود، على أن يحتوي القسم الأبيض منها في خط مستقيم واحد على ثلاثة كواكب حمراء ذات خمسة أشعة | علم سوريا |
| — المادة الرابعة من الباب الأول من دستور سوريا عام 1930، سورية والانتداب الفرنسي، العلم السوري، اكتشف سورية | |           |

رفع العلم لأول مرة في دمشق في 11 يونيو في عام 1932، إلا أنه رفع سابقاً في حلب في 1 يناير من عام 1932. في حين يعتقد البعض أنه رفع لأول مرة في دمشق في 12 يونيو من العام 1932. واعتمد كعلم رسمي للبلاد عندما نالت سوريا استقلالها في 17 أبريل عام 1946. ويعتبر اللون الأخضر في العلم تمثيلاً للخلافة الراشدة، أما الأبيض فيمثل الدولة الأموية، أما اللون الأسود فيرمز للدولة العباسية. أما النجوم الحمراء الثلاث في كانت في أصلها تمثل ثلاث مناطق في سوريا وهي حلب ودمشق ودير الزور. في عام 1936 ضُم سنجق اللاذقية وجبل الدروز إلى سوريا، حيث تغيرت معاني النجوم الثلاث، حيث تمثل النجمة الأولى حلب ودمشق ودير الزور، أما النجمة الثانية تمثل جبل الدروز، أما النجمة الثالثة تمثل سنجق اللاذقية.
أصبح العلم يشكل رمزاً للسوريين بعيد تراجع فرنسا عن موافقتها على مغادرة البلاد، بسبب اندلاع الحرب العالمية الثانية. تم استخدام علم الاستقلال حتّى قيام الجمهورية العربية المتحدة، إثر إعلان الوحدة بين سوريا ومصر في عام 1958.حيث اعتُمد علم الجمهورية العربية المتحدة أو ما عُرف لاحقاً بـ«علم الوحدة» وبقي «علم الوحدة» مستخدماً حتى انهيار الجمهورية العربية المتحدة في 28 سبتمبر 1961، ليعاد استخدام العلم القديم السوري في محاولة للتخلص من بقايا كيان جمهورية الوحدة الذي كان قد انهار.

### أعلام الوحدة العربية

"اتحاد الجمهوريات العربية" كما كانت تظهر على الشريط الذي يحمله النسر

اُعتمد العلم ذو النجمتين لأول مرة في عهد جمال عبد الناصر، رئيس الجمهورية العربية المتحدة. حيث تم استبدال علم الاستقلال في أبريل من العام 1958 بالإضافة إلى القوانين التي نصت على تصميم العلم السوري آنذاك في محاولة لخلق هوية عربية أكبر. أخذ العلم الجديد الألوان الأحمر، والأبيض، والأسود من ألوان الوحدة العربية، كما وتم استبدال لون النجوم الموجودة على العلم من اللون الأحمر إلى اللون الأخضر في إحياء لذكرى الوحدة السورية المصرية، فالنجمتان ترمزان إلى كل من سوريا ومصر. أعادت سوريا استخدام علم الاستقلال بعد انهيار الجمهورية العربية المتحدة، في محاولة من الحكومة آنذاك للتخلص من آثار كيان الجمهورية المتحدة المنهارة. إلا أنه وبعد قيام انقلاب حزب البعث العربي الاشتراكي السوري في عام 1963، والذي عُرف لاحقاً باسم «ثورة 8 آذار»، قرر مجلس قيادة الثورة اعتماد علم الوحدة (مع العراق ومصر) كعلم رسميّ للبلاد. حيث ظل العلم مستخدماً منذ 8 مارس من العام 1963 حتى 1 يناير من العام 1972.
في عام 1963، وصل البعثيون إلى سدة الحكم في العراق أيضاً، حيث بدأت كلا الحكومتان البعثيتان في سوريا والعراق بإجراء المفاوضات مع مصر في محاولة لتشكيل اتحاد بين سوريا، ومصر، والعراق. إلا أن كل الجهود فشلت بسبب الإطاحة بالحكومة البعثية العراقية في نوفمبر من العام 1963، إلا أن كل من سوريا والعراق اعتمدتا علماً جديداً لتمثيل الوحدة. لم يختلف هذا العلم كثيراً عن علم الجمهورية العربية المتحدة، إلا من حيث تغيير عدد النجوم من اثنتين إلى ثلاث نجوم، بهدف تمثيل العراق الذي انضم للاتحاد. النجوم الثلاثة تمثل وحدة مصر، وسوريا، والعراق، فضلا عن أهداف حزب البعث العربي الاشتراكي وهي: الوحدة، والحرية، والاشتراكية.
و في عام 1972، اعتمد الرئيس السوري حافظ الأسد العلم الجديد في 1 يناير من العام 1972، حيث كانت سوريا قد انضمت إلى اتحاد الجمهوريات العربية إلى جانب مصر وليبيا، واقتصر التغيير في العلم الجديد على استبدال النجوم الخضراء الثلاث بنسر قريش (الذي يرمز لقبيلة النبي محمد «قريش»). كان النسر يمسك شريطاً مكتوب عليه «اتحاد الجمهوريات العربية»، وخلافاً لمصر وليبيا، لم يكون اسم سوريا مكتوباً على الشعار. هذا العلم كان أيضاً العلم الرسمي خلال حرب أكتوبر عام 1973. تم حلّ الاتحاد عام 1977، وعلى الرغم من هذا ظلت سوريا تستخدم علم الاتحاد لثلاث سنوات أخرى حتى عام 1980. حيث أُلغي هذا العلم في يوم 29 مارس من العام 1980 واستُبدل به علم النجمتين الحالي من أجل إظهار حرص سوريا على وحدة الصف العربي.
قد يُسمى العلم ذو النجمتين علم حزب البعث السوري، وهو مذكور في المادة 6 من دستور سوريا. الفقرة الأولى من المادة تنص على:

## علم المعارضة السورية
بسبب الحرب الأهلية السورية، تشكلت عدة جهات، ومنظمات لتمثيل الشعب السوري، مثل المجلس الوطني السوري، والائتلاف السوري، واعتمدت هذه المنظمات علم الانتداب، أو علم الاستقلال علمًا رسميًا لسوريا. حيث يتم استخدام هذا العلم من قبل الحكومة السورية المؤقتة، التي شكلها الائتلاف السوري، ويختلف هذا العلم عن العلم المستخدم من قبل الحكومة السورية التابعة للنظام السوري، حيث تستخدم الحكومة السورية علم الجمهورية العربية المتحدة كعلم للجمهورية العربية السورية. والذي اعتمد رسميًا عام 1980.
لم يعرف على وجه الدقة أول مرة رفع فيها علم الاستقلال في الاحتجاجات السورية ولكنه حمل رسمياً في مدينة أنطاليا التركية في مؤتمر للمعارضة بتاريخ 1 حزيران / يونيو 2011 وقد قام المحتجون بالإضافة إلى هيئات المعارضة برفع العلم الوحدة السورية المصرية في البداية إلا أن رغبتهم بالاستقلال عن النظام حتى بالرموز الوطنية دفعتهم إلى تغيير العلم إلى العلم السوري القديم كما كان قد صمم المعارضون السوريون صفحة على موقع التواصل الاجتماعي فيس بوك تدعو لرفع علم الاستقلال، كما قامت صفحة الثورة السورية على موقع فيس بوك بإطلاق حملة «أربعاء علم الاستقلال» تدعو لنبذ رموز النظام ورفع العلم القديم وفي السياق ذاته قد رفع أيضاً لأول مرة على برج إيفل في العاصمة الفرنسية باريس من قبل نجلي الضابط السوري المتقاعد عقيل هاشم الذي يعيش في الولايات المتحدة بتاريخ 27 تموز / يوليو 2011. إلا أن إظهار العلم سياسياً قد تم من قبل المجلس الوطني السوري الذي اتخذه كعلم رسمي له، وعند تشكيل الائتلاف الوطني السوري في أواخر العام 2012 قام الأخير باتخاذه كعلم رسمي له وقام أيضاً باتخاذه كعلم للحكومة السورية المؤقتة التابعة للائتلاف.

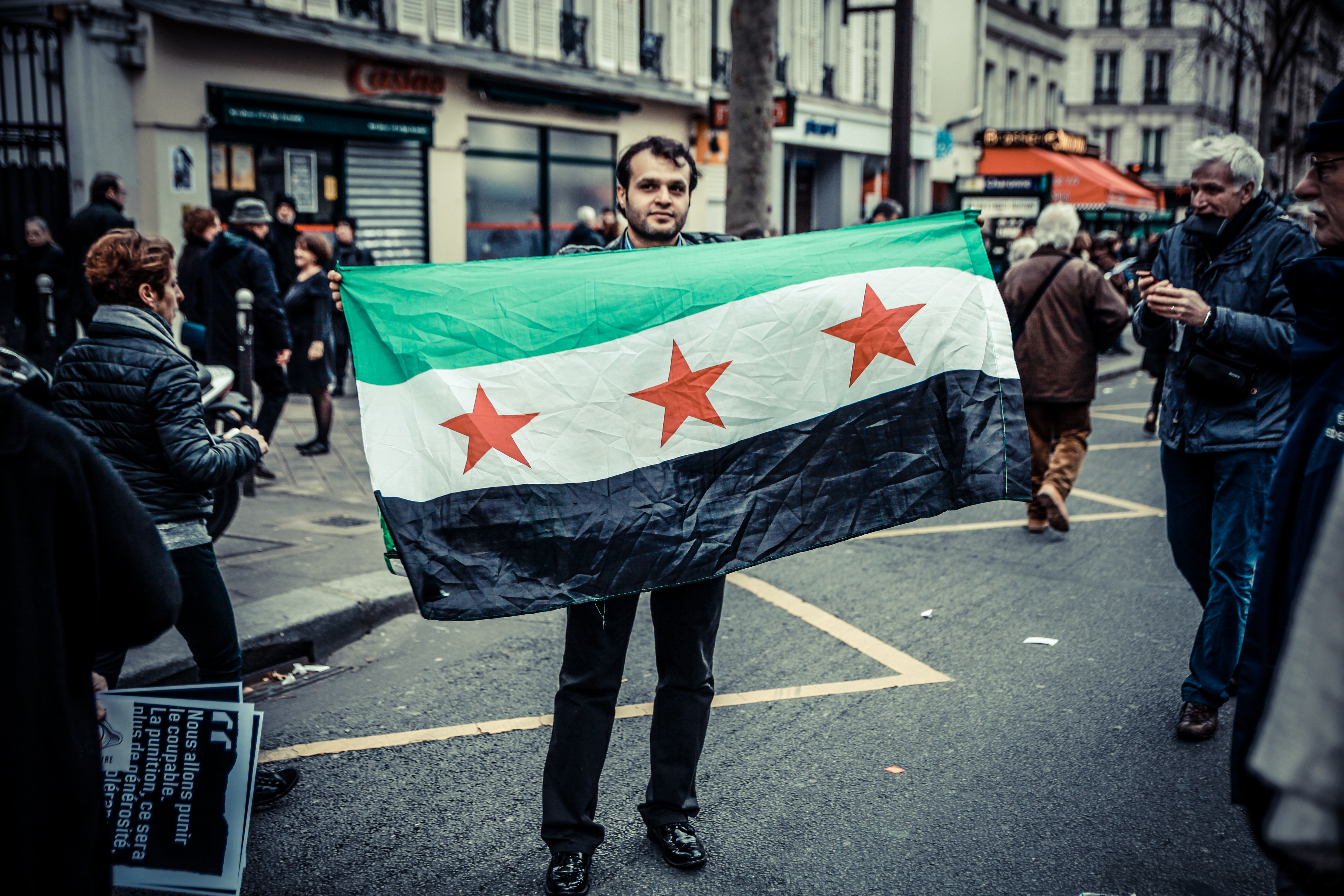
رجل يرفع علم المعارضة السورية، باريس

## قائمة أعلام سورية

علم المملكة العربية السورية التي بدأت في 8/3/1920 حتى 24/7/1920
علم الانتداب الفرنسي على سورية 1920-1922
علم الاتحاد السوري والدولة السورية أثناء الانتداب الفرنسي على سورية 1922-1932
الجمهورية السورية، ويدعى بعلم الاستقلال لأن فترة رفعه شهدت استقلال سورية 1932-1958
الجمهورية العربية المتحدة 1958-1961
الجمهورية العربية السورية 1961-1963
الجمهورية العربية السورية 1963-1972
الجمهورية العربية السورية في اتحاد الجمهوريات العربية 1972-1980
الجمهورية العربية السورية 1980-2024
العلم المستخدم من قبل الائتلاف الوطني لقوى الثورة والمعارضة السورية والحكومة السورية المؤقتة 2012-حتى الآن
علم حكومة الإنقاذ السورية[23] 2018–حتى الآن

## قائمة أعلام قادة الدولة

علم ملك المملكة العربية السورية، 1920
علم رئيس سورية، 1972-1980
علم رئيس سورية، 1980-2024

## أعلام سورية خلال فترة الانتداب الفرنسي
كان لكل واحدة من الدول التي أنشئت في فترة الانتداب على سورية علم خاص بها، سنجق الإسكندرونة كان جزءاً من حلب في عام 1920 حتى عام 1923 ثم جزءاً من الدولة العلوية من عام 1923 حتى 1938 ولم يكن لديه علم حتى أصبح دولة مستقلة. واعترف أيضاً بلبنان الكبير كدولة مستقلة في عام 1943 تحت اسم الجمهورية اللبنانية.

علم دولة حلب، 1920-1925
علم دولة دمشق، 1920-1925
علم سنجق اللاذقية ودولة العلويين، 1920-1936
علم دولة السويداء، 1920-1924
علم دولة جبل الدروز، 1924-1936
العلم الأهلي لدولتي السويداء وجبل الدروز، 1921-1936
علم لبنان الكبير فترة الانتداب الفرنسي، 1920-1943
علم لواء الإسكندرون أو دولة هتاي، 1938-1939

## وصلات خارجية
- موقع تاريخ سوريا